# Clematis nainitalensis
Clematis nainitalensis är en ranunkelväxtart som beskrevs av Wen Tsai Wang. Clematis nainitalensis ingår i släktet klematisar, och familjen ranunkelväxter. Inga underarter finns listade i Catalogue of Life.